# أوتو غروس
أوتو غروس (بالألمانية: Otto Gross) هو طبيب وطبيب نفسي، ولد في 17 مارس 1877 في Gniebing-Weißenbach ‏ النمسا، كان تلميذًا لسيغموند فرويد ، وتوفي في 13 فبراير 1920 في برلين في ألمانيا بسبب ذات الرئة.